# Oxidercia laloides
Oxidercia laloides är en fjärilsart som beskrevs av Paul Dognin 1897. Oxidercia laloides ingår i släktet Oxidercia och familjen nattflyn. Inga underarter finns listade i Catalogue of Life.